# Kearnemalvastrum subtriflorum
Kearnemalvastrum subtriflorum är en malvaväxtart som först beskrevs av Mariano Lagasca y Segura, och fick sitt nu gällande namn av D. M. Bates. Kearnemalvastrum subtriflorum ingår i släktet Kearnemalvastrum och familjen malvaväxter. Inga underarter finns listade i Catalogue of Life.